# Rainer Frimmel
Rainer Frimmel, né le 11 juillet 1971 à Vienne, est un réalisateur, scénariste, producteur et chef opérateur autrichien.

## Biographie
De 1992 à 1994, Rainer Frimmel a suivi le Kolleg für Fotografie et en 1995 le cours d'assistant réalisateur à la Graphische Lehranstalt de Vienne. Pour son travail photographique, il a obtenu des bourses à l'étranger, à Rome, Paris et New York. Depuis 1996, il collabore avec Tizza Covi sur des projets dans les domaines de la photographie, du théâtre et du cinéma. En 2002, ils ont fondé la société de production cinématographique Vento Film. En 2001, ils ont réalisé et produit leur premier documentaire commun, Das ist alles, suivi en 2005 par le documentaire Babooska. Le premier long métrage produit en commun, La Pivellina (2009), a reçu de nombreuses récompenses, et constitue la proposition de l'Autriche aux Oscars 2011 dans la catégorie Oscar du meilleur film international.
Son documentaire Aufzeichnungen aus der Unterwelt (it) (toujours en collaboration avec Tizza Covi) a été présenté pour la première fois en février à la Berlinale 2020 dans la section Panorama Dokumente. Dans le cadre de la cérémonie des Romy 2020, il a été récompensé pour ce film dans les catégories Meilleur documentaire cinéma et Meilleure production cinéma. La série Zur Person du festival du film Diagonale de Graz a été consacrée en 2022 au travail de Tizza Covi et Rainer Frimmel,.
Son projet semi-documentaire Vera sur l'actrice Vera Gemma, fille de Giuliano Gemma, a reçu le prix de la meilleure réalisation dans la section Orizzonti de la Mostra de Venise 2022, et a été sélectionné comme candidat autrichien pour le meilleur film international à la cérémonie des Oscars 2024.
Pour le film Emile - Erinnerungen eines Vertriebenen (2023), il a interviewé son grand-oncle Émile Zuckerkandl,.

## Filmographie

### Réalisateur
- 1997 : Che bella è la vita (court métrage)
- 1997 : Österreich im Herbst 95 (court métrage)
- 1998 : Wien: Sieben Szenen
- 2001 : Das ist alles (documentaire)
- 2002 : Aufzeichnungen aus dem Tiefparterre
- 2005 : Babooska (documentaire)
- 2009 : La Pivellina
- 2012 : L'Éclat du jour (Der Glanz des Tages)
- 2014 : Der Fotograf vor der Kamera (documentaire)
- 2016 : Mister Universo
- 2020 : Aufzeichnungen aus der Unterwelt (de) (documentaire)
- 2022 : Vera
- 2023 : Emile – Erinnerungen eines Vertriebenen

### Scénariste
- 2001 : Das ist alles (documentaire)
- 2005 : Babooska (documentaire)
- 2012 : L'Éclat du jour (Der Glanz des Tages)
- 2014 : Der Fotograf vor der Kamera (documentaire)
- 2020 : Aufzeichnungen aus der Unterwelt (de) (documentaire)

### Producteur
- 2005 : Babooska (documentaire)
- 2009 : La Pivellina
- 2016 : Mister Universo
- 2020 : Aufzeichnungen aus der Unterwelt (de) (documentaire)
- 2022 : Vera

### Directeur de la photographie
- 1997 : Österreich im Herbst 95 (court métrage)
- 2001 : Das ist alles (documentaire)
- 2005 : Babooska (documentaire)
- 2009 : La Pivellina
- 2012 : L'Éclat du jour (Der Glanz des Tages)
- 2014 : Der Fotograf vor der Kamera (documentaire)
- 2016 : Mister Universo
- 2020 : Aufzeichnungen aus der Unterwelt (de) (documentaire)
- 2022 : Vera